# Туския, Иона Ираклиевич
Ио́на Ира́клиевич Ту́ския (груз. იონა ირაკლის ძე ტუსკია; 11 декабря (24 декабря) 1901, Озургеты, Российская империя, ныне Озургети, Грузия — 8 октября 1963, Париж, Франция) — грузинский советский композитор и педагог.  Народный артист Грузинской ССР (1962).

## Биография
Ещё будучи студентом, в 1922 году, организовал «Общество молодых грузинских композиторов». В 1926 году окончил Тифлисскую консерваторию; ученик Михаила Ипполитова-Иванова (композиция) и М. Васильева, Андрея Карашвили (скрипка), а в 1931 году — Ленинградскую консерваторию; ученик Владимира Щербачева (композиция). С 1932 года связывает свою жизнь с Тифлисской, ныне Тбилисской консерваторией, где преподавал классическую композицию (с 1947 года профессор), а в 1948—1950 годах — декан теоретико-композиторского факультета, в 1952—1961 годах — заведующий кафедрой композиции и по совместительству ректор Консерватории. Среди учеников: Важа Азарашвили, Реваз Габичвадзе, Отар Гордели, Феликс Алборов,Гия Канчели, Григорий Кокеладзе, Сулхан Насидзе, Иосиф Кечакмадзе, Александр Букия, Лили Иашвили и другие. В 1935—1937 годы — председатель правления Союза композиторов Грузии. Писал песни, романсы, музыку к спектаклям Театра имени Шота Руставели и фильмам. Член КПСС с 1949 года.
Похоронен в Дидубийском пантеоне.

## Театр
- 1926 — «Ламара» Важи-Пшавела
- 1928 — «Разлом» Лавренёва
- 1931 — «Тетнульд» Дадиани
- 1936 — «Осенние дворяне» Клдиашвили
- 1937 — «Отелло» Шекспира
- 1939 — «Человек с ружьём» Погодина
- 1945 — «Великий государь» Соловьёва
- 1948 — «Орлиное гнездо» Долидзе

## Фильмография
- 1928 — Элисо
- 1932 — Шакир (Роте-Фане)
- 1936 — Дарико
- 1937 — Золотистая долина

## Сочинения
- струнный квартет на тему грузинской народной песни «Чела» (1926)
- скрипичная соната (1929)
- симфоническая картина «Карнавал» (грузинское народное театральное представление) (1930)
- симфоническая картина «Змееед» (1937)
- симфоническая картина «Картули» (1937)
- симфоническая картина «Марш-гротеск» (1937)
- опера «Родина» (1939, Тбилиси)
- симфоническая поэма «У Мавзолея» (1940)
- концерт для скрипки с оркестром (1944)
- вокально-симфонический цикл на стихи Ильи Чавчавадзе (1949)
- оперетта «Осенние дворяне»

## Награды
- заслуженный деятель искусств Грузинской ССР
- народный артист Грузинской ССР (1962)
- орден Трудового Красного Знамени (1946)
- два ордена «Знак Почёта» (05.09.1936 — «за выдающиеся заслуги в деле развития грузинского театрального искусства», 17.04.1958)